# Projektvezető
A projektvezető felelős a projektcélok megvalósulásáért. A projektvezető ritkán vesz részt közvetlenül a projekt végeredményének előállításához szükséges tevékenységekben, viszont biztosítja a folyamatos előrehaladást, és a különböző résztvevők közötti kölcsönösen hatékony együttműködést annak érdekében, hogy a projekt sikeres legyen.
A sikeres projektvezetőnek át kell látnia a megvalósítás folyamatát az indulástól a projekt végéig, és biztosítania kell azt, hogy ez az elképzelés megvalósuljon. Fontos, hogy a projektvezető tervszerűen cselekedjen, azaz előre gondolja át a feladatokat, és mérlegelje a lehetséges kockázatokat. A projekt során fellépő eseményekre ennek alapján felkészülten kell reagálni. Helytelen, ha a projektvezető csak úszik az árral és az éppen felmerülő problémákra röptében reagál.

## Szükséges képességek, tudás
A projektvezető az alábbi főbb képességekkel kell rendelkezzen:
- a projektkörnyezet megértése
- emberek irányítása
- interperszonális kommunikáció
- megállapodási (kompromisszum) készség (bővebben itt: kölcsönös nyereség alku)
- csapatvezetési képesség
- támogatói (mentoring) képesség

Vita van arról, hogy a projektvezetőnek milyen mértékben kell szakmai tudással rendelkeznie a projekt tárgyáról. A projektvezetési könyvek nagy része azt állítja, hogy a projektmenedzsment egy külön szakma és egy jó projektvezető egyaránt képes egy olimpiát megrendezni vagy egy fúrótornyot építeni, vagy akár egy informatikai projektet végigvinni. Más vélemény szerint viszont elengedhetetlen a projektvezető szakmai ismerete.

## Szervezeti környezet
A projektvezető egy vagy több szervezeten, cégen belül dolgozik. A projekttagok ezen szervezetekből kerülnek ki, ezért a projektre jelentős hatással van a projekt szervezetének szervezeti felépítése. Az alábbiakban a főbb szervezeti felépítések előnyei és hátrányai vannak felsorolva a projekt illetve a projektvezető szempontjából.

### Funkcionális szervezet
A hasonló vagy kapcsolódó feladatokkal rendelkező munkaerő azonos szervezeti csoportba tartoznak. A projekt tevékenységei nagyrészt egy szervezeti csoportban maradnak. A projektvezető feladata a csoportvezetőkkel való egyeztetésre korlátozódik. A projektvezető feladatokat oszt ki és ezek elvégzését ellenőrzi a csoportvezetőkkel. A projektvezető feladata elsősorban a feladatok állapotának adminisztrálásában merül ki, ez az úgynevezett Project expediter szerep.
Project expediter: A projektvezető elsősorban a kommunikációt vezeti, irányítja. Döntéseket nem hoz, döntésekre érdemben nincs hatással.

#### Előnyök
- Szakembereket könnyebb kezelni
- Projekttagoknak egy főnökük van, a funkcionális vezető
- Hatékonyabb kommunikáció ugyanazon terület specialistái között.

#### Hátrányok
- Projektvezetőnek kicsi a hatalma
- Nehézkes kommunikáció a különböző szakmai területek között.

### Mátrix-szervezet
A cég szakmai területek szerint szerveződik. A projekthez a tagok a különböző területekről rendelődnek hozzá. A projekttagok egyrészt megmaradnak a saját szakmai csoportjukban, másrészt a projektben is részt vesznek. Azaz 2 főnökük van.
A mátrix-szervezetnek 3 típusa van a funkcionális vezető és a projektvezető közötti feladatmegosztás alapján:
- Gyenge mátrix: A szakmai vezetőnek erős hatalma van. A projektvezetőnek kicsi a mozgástere, 'Projektkoordinátor' hatáskör.
- Kiegyensúlyozott mátrix: A szakmai vezető és a projektvezető együtt hozzák a döntéseket.
- Erős mátrix: A projektvezető hozza nagyrészt a döntéseket, a funkcionális vezető hatalma kicsi. A munkatársak munkáját elsősorban a projektben végzett munka alapján ítélik meg. A projekttagok egy időben jelentenek mind a két vezetőnek.

Projektkoordinátor: A projektvezető a kommunikációt vezeti, irányítja. Jogosultsága van kisebb döntéseket meghozni. Általában egy magasabb szinten lévő vezetőnek jelent.

#### Előnyök
- Jó erőforrás kihasználás
- Jó koordináció
- Projekttagoknak a projekt végeztével van hova visszamenniük

#### Hátrányok
- Több adminisztráció
- Egy projekttagnak 2 főnöke van: a projektvezető és a szakmai vezető
- Szakmai vezetőnek mások a fontosságai mint a projektvezetőnek
- Konfliktusveszély

### Projektszervezet
A szervezetből a projekttagok közvetlenül a projekthez rendelődnek. A projektvezető teljes körű döntési jogkörrel és felelősséggel rendelkezik az idő-költség-erőforrás keretről. A projekttagok egyedül a projektvezetőnek jelenthetnek.

#### Előnyök
- Hatékony projektszervezet
- Projekttag hűséges a projekthez
- Hatékony kommunikáció

#### Hátrányok
- A projekttagok a projekt végeztével nem tudnak hova visszamenni; új projektet kell keressenek
- Pazarló erőforrás-használat